# Société des océanistes
Cet article possède un paronyme, voir Société de l'Océanie.
La Société des océanistes est une société savante scientifique française, vouée à l'étude de l'Océanie. Précédée par une première société des océanistes fondée en 1936 et le Centre d'études océaniennes du musée de l'Homme (créé en 1938), elle est officiellement créée en 1945 par la fusion de ces deux entités. Elle publie le Journal de la Société des Océanistes.

## Histoire

### Débuts

#### 1936: la première société des océanistes
En 1936, une première Société des Océanistes est créé, autour de personnalités comme le docteur Léon Sasportas et Louis Marin. Elle inclut des universitaires comme Peter Buck, Fritz Sarasin, Felix Speiser et George Montandon.
Son but était de regrouper toutes les personnes s'intéressant à l'Océanie au sens large - Australie et Indonésie comprises, et de réunir la documentation susceptible de favoriser ces études. Elle publia dès avril 1937 le premier fascicule du tome I du Bulletin de la Société des Océanistes qui n'eut d'ailleurs que deux fascicules (75 pages chacun). Celui-ci s'ouvrait sur la liste complète des membres fondateurs, suivi de la publication des statuts, et se poursuivait par la publication d'un long article de George Montandon sur les races du monde océanien. Ce sont sans doute les prémices de la Seconde Guerre mondiale qui entravèrent son développement, mais pas seulement.[réf. nécessaire]

#### 1938: le centre d'études océaniennes
La fin des années 1930 est marquée par le projet de création et la construction d'un nouveau musée ayant pour but de remplacer le vieux Musée d'Ethnographie du Trocadéro. En juin 1938 précisément, dans l'effervescence créée par l'inauguration du nouveau Musée de l'Homme, et avec les encouragements de son directeur Paul Rivet qui souhaitait faire une place originale dans le fonctionnement du Musée à des Sociétés Savantes couvrant les trois grandes aires de recherche, fut créé un « Centre d'études océaniennes ». Rivet, qui n'appréciait pas l'orientation de l’École d'Anthropologie (voir la biographie de Rivet par C. Laurière[source insuffisante]) souhaitait faire une place originale dans le fonctionnement du nouveau musée à des sociétés savantes ouvertes et couvrant les grandes aires de recherche. Dans la formulation de Patrick O'Reilly, qui fut un des instigateurs du Centre, il s'agissait simplement de réunir des gens intéressés de près ou de loin (snobisme, missions, ethnographie, art, linguistique, tourisme, voyages, problèmes coloniaux...) à l'Océanie[source secondaire nécessaire]. 
Les noms de neuf personnes, selon O'Reilly, figuraient au bas d'une notice de lancement du Centre, parue en 1938 : le pasteur Maurice Leenhardt, devenu un éminent spécialiste de la Nouvelle-Calédonie, Jacques Soustelle, André Ropiteau, un vigneron voyageur et bibliophile passionné par Tahiti, André Guillaumin à nouveau, Anatole Lewitsky, premier animateur du département d'Insulinde et d'Océanie, Patrick O'Reilly lui-même, Charles Van den Broek d'Obrenan, Marie-Charlotte Laroche. C'est donc un groupe de personnes de profil très différent du précédent, et qui pour la plupart fréquentaient les cours de Marcel Mauss. Pour Alice L. Conklin, le centre d'étude océaniennes est un concurrent de la société des océanistes de 1936. 
En septembre 1939, le déclenchement de la Seconde Guerre mondiale interrompt les travaux scientifiques du centre d'études océaniennes. Ils reprennent au début de 1940 avec une équipe réduite, avant que l'occupation allemande de la France ne mette à nouveau un terme aux réunions scientifiques. George Montandon, tenant du racisme dit « scientifique » et proche de l'idéologie nazie, tente de s'approprier la chaire de Paul Rivet et propose aux autorités allemandes de fusionner la société des océanistes avec le centre d'études océaniennes, afin de pouvoir mieux surveiller les propos tenus et dénoncer les positions anti-allemandes. 
Le musée de l'homme met en place un réseau de résistance qui imprime notamment le journal clandestin Résistance. Les réunions au musée de l'homme sont interdites par les autorités allemandes et certains membres du centre d'études océaniennes sont arrêtés par la Gestapo en février 1941, comme Anatole Lewitsky, fusillé en 1942. Paul Rivet parvient à quitter Paris de justesse avant l'arrivée de la Gestapo et s'exile à Bogota en Colombie. Certains membres du centre d'études océaniennes suivent les cours de Maurice Leenhardt  L'activité de ce centre est modeste et devient rapidement clandestine à partir de 1941.

#### 1944: fusion des deux entités
À la fin de la guerre, une Assemblée générale extraordinaire est préparée dès l'automne 1944 (voir compte-rendu dans le Journal de la SO, tome I/1, p. 119). Cette AG se tient devant 42 personnes au Musée de l'Homme, le 22 décembre 1944. Le docteur Léon Sasportas y fait un rapide historique de la Société des Océanistes depuis 1936 (ibid., p. 119).
La « société des océaniste » de 1936 fusionne avec le « centre d'études océaniennes » : on garde le nom de la société fondatrice de la rue de l’École de Médecine (dont le vice-président George Montandon - théoricien du racisme et auteur de Comment reconnaître un juif?) est abattu par des résistants en août 1944) ainsi que son logo (le tiki marquisien), des membres de l'ancien Conseil figuraient au nouveau (L. Marin, Bouge, Guillaumin...). Les buts de la Société restaient les mêmes, ainsi que l'essentiel de ses statuts. La Société rendait hommage à Lewitsky, fusillé au Mont-Valérien, et à Ropiteau mort au Champ d'Honneur, en leur dédiant le premier numéro du Bulletin, devenu le Journal.[réf. nécessaire]
Mais la Société s'ouvre : ses animateurs les plus actifs viennent plutôt du Centre d'études, et une large place est faite à des personnalités venant de la Sorbonne, du Collège de France, de l'EPHE : Charles-André Julien, Jacques Soustelle, l'indianiste Jules Bloch, Charles Robequain, le libraire Adrien Maisonneuve entrent au Conseil, que rejoint Claude Lévi-Strauss comme membre à vie. Le pasteur Maurice Leenhardt, devenu directeur d'études à la 5e section de l'EPHE, est élu président. Le père Patrick O'Reilly, catholique, prend le secrétariat général.[réf. nécessaire]

### Après-guerre
En 2006, l'association déménage du Musée de l'homme au Musée du Quai Branly.

## Publications

### Journal de la Société des océanistes
La société publie un Journal de la Société des océanistes (JSO) avec l'aide du CNRS et du CNL. Le journal est créé en 1945 et paraît initialement une fois par an, en décembre. 
En 2008 débute la publication des articles du JSO sur le portail du Centre pour l’édition électronique ouverte, revues.org (devenu en 2017 OpenEdition Journals). Les articles publiés en ligne plus de trois ans après leur sortie sont disponibles en texte intégral. En 2008 commence également que la numérisation et la publication des numéros antérieurs à 2001 sur le site Persée. En 2010, les articles les plus récents (moins de trois ans après leur publication) sont rendus disponibles sur Cairn.info à l'achat. En 2013, le journal publie ses illustrations en couleur. Cette même année, le journal est publié (en français, mais avec des résumés traduits en anglais) sur la version anglophone de Cairn.info.
En 2022, 89 numéros de la période 1945-2000 ont été numérisés et mis en ligne. Seuls les années 1956-1960, 1962-1963, 1965-1966 sont manquantes.
La demande formulée par le CNRS aux revues scientifiques est le passage à l'accès libre total, sans délai.

### Livres
La société est également éditrice de nombreux ouvrages. En 2008, deux collections rassemblent la plupart de ses titres : les Publications de la Sdo qui comptent 49 références et Travaux et documents océanistes dont le premier titre est paru en octobre 2008 grâce à une aide du musée de Nouvelle-Calédonie. La directrice des collections, Isabelle Leblic depuis 2008, a initié plusieurs nouvelles collections, dont Petites histoires d'Océanie qui comportent deux volumes illustrés à partir de traditions orales océaniennes. Par ailleurs une ancienne collection, les dossiers, a été remise à jour avec, les Petits Dossiers de la SdO nouvelle formule. La plupart des publications sont en ligne sur SdO et sont en vente sur le site officiel de la SdO.
En juin 2021, l'ensemble des livres publiés par la Société des Océanistes est mis en ligne sur le site OpenEdition Books. La consultation en lecture seule est gratuite, et l'achat du livre numérique au format pdf ou epub est payant.

## Financement
À partir de 2004, la société des Océanistes reçoit une subvention annuelle du CNL et du CNRS pour éditer le journal. Ces subventions s'élèvent en moyenne à 3 190 € (CNL) et 1 990 € (CNRS).
De 2011 à 2021, la vente d'articles sur Cairn.info a rapporté à la société 44 837 €, ces recettes diminuant d'année en année. L'épidémie de Covid-19 a entraîné une baisse des ventes de la revue et donc une baisse des revenus de la société des Océanistes. En 2021, la vente de livres en version papier a rapporté 4 916,76 € et 927,89 € pour la version web d'OpenEdition. Depuis 2007, les auteurs perçoivent 6% du prix hors taxes de leurs livres en droit d'auteur.

## Direction

### Présidence
- 1945-1952 : Maurice Leenhardt[8]
- 1953-1971 : Roger Heim[8], directeur du Muséum d'histoire naturelle[9]
- 1972-1982 : Jean Guiart[8]
- 1982-1994 : José Garanger
- 1994-1997 : Michel Panoff[7]
- 1998 : Michel Levallois[7]
- 1999-2000 : Jean-Christophe Galipaud[7]
- 2001-2003 : Jean-Paul Latouche[7]
- 2004-2015 : Maurice Godelier[7]
- 2016-2020 : Emmanuel Kasarhérou[7]
- depuis 2020 : Pascale Bonnemère[7]

### Secrétariat général
- 1944[10]-1973 : Patrick O'Reilly
- 1974-1982 : José Garanger
- 1983-1994 : Michel Panoff
- 1995-1997 : Philippe Missotte
- 1998-2004 : Isabelle Leblic[7]
- 2005-2010 : Christian Coiffier
- 2011-2019 : Philippe Peltier
- Depuis 2020 : Magali Mélandri

### Rédaction en chef duJournal de la Société des Océanistes
- 1998-2003 : Claire Moyse-Faurie[7]
- 2004-2022 : Isabelle Leblic[7]
- 2023-2025 : Jessica De Largy Healy et Maïa Ponsonnet
- Depuis 2025 : Nicola Manghi et Florence Mury